# Видеопокер
Видеопокер — игра казино, основанная на правилах пятикарточного покера с обменом. Игра ведется на компьютеризированной консоли с экраном или через интернет.

## Правила игры
Автомат для игры в видеопокер обычно похож на игровой автомат. Вверху автомата расположена таблица выигрышных комбинаций и выплаты по ним. В центральной части расположен экран, на котором показываются карты игрока.
Ниже обычно находятся три индикатора, отображающие сумму на счете игрока (Credit), сумму выигрыша за последний кон (Win) и текущую ставку (Bet). С помощью переключателя «Bet One» (поставить одну) игрок увеличивает ставку на одну монету. Нажав кнопку «Bet Max» (поставить максимум) игрок выбирает максимальную ставку и запускает игру. Дойдя до максимальной ставки при нажимании «Bet One», следующим нажатием ставка возвращается к первоначальной.
Сделав ставку, игрок нажимает кнопку «Deal» (сдать) и получает карты — пять карт в открытую из колоды в 52 листа (или 53/54, если с джокерами). При нажатии клавиш «Hold» (держать) или просто при нажатии на карту в случае сенсорных дисплеев происходит удержание карт, не подлежащих обмену. После этого игрок снова нажимает «Deal» (сдать) и автомат меняет незафиксированные карты. В случае выпадения выигрышной комбинации, указанной в верхней части автомата, сумма, соответствующая комбинации и ставке зачисляется на счет игрока. Комбинации соответствуют стандартным покерным комбинациям, чем более редкая комбинация — тем выше выплаты. Ниже вы можете видеть таблицу выплат для так называемого full-pay или 6/9 «Jacks or Better Poker» (Валеты и выше).
В случае выигрыша игроку может быть предложено рискнуть, чтобы увеличить выигрыш. Вам будет предложено удвоить выигрыш (Double) или забрать деньги (Collect). Если Вы хотите рискнуть, жмите на «Double», при этом на экране появится пять карт, левая — в открытую. Из оставшихся четырёх карт игрок должен выбрать одну. Если выбранная карта больше открытой — выигрыш удваивается, если меньше — деньги теряются, если карты одинаковые — ничья. Другой вариант удвоения — угадывание цвета закрытой карты. Игрок может удваивать несколько раз подряд. Некоторые автоматы также предлагают рисковать не всей суммой выигрыша, а только её половиной (Double-Half), в некоторых есть возможность учетверить выигрыш, при этом игроку потребуется угадать масть закрытой карты.
Разные онлайн-казино могут предлагать разные варианты игры на удвоение. Поэтому не исключена вероятность того, что в игре на риск будет предложено угадать цвет масти закрытой карты. А при желании увеличить выигрыш в 4 раза, потребуется угадать еще и саму масть. Также игорные заведения могут видоизменять условия риск-игры и, например, в случае проигрыша лишать игрока выигранных денег лишь на половину (это вариант Double-Half».).

## Разновидности игры
В мире существует огромное количество различных версий видеопокера. Они могут различаться по:
- Количеству линий в игре: обычно бывает 1, 3, 4, 5, 10, 25, 50, 100 линий. При этом первоначальные пять карт сдаются на одной линии. Выбранные игроком карты фиксируются на всех линиях, а не зафиксированные карты сдаются на каждой из линий случайным образом.
- Названию игры: самая популярная игра — «Валеты и выше», называемая так потому что выигрышной комбинацией считается от пары валетов и выше, но существует несколько десятков других разновидностей, самые популярные из которых «Дикие двойки» (Deuces Wild — двойки служат джокерами), «Джокер-покер» (Joker Poker — с добавлением джокеров), «Тузы и картинки» (Aces and Faces), «Бонус-покер» (Bonus Poker), «Десятки и выше» (Tens or Better) и т. д.
- Наличию джекпота: существуют автоматы, где часть ставок идет на формирование прогрессивного джекпота. Величина джекпота показывается в верхней часть автомата, джекпот обычно выдается за сбор самой сильной комбинации (флеш-рояль) при игре пятью монетами.
- Таблицам выплат: таблицы выплат в каждой конкретной игре могут несколько изменяться, например, в одном автомате за каре платят 50 к 1, а в другом только 40 к 1, таким образом изменяется процент выплат автомата. В самых популярных играх может быть более десятка различных таблиц выплат, соответственно математическое ожидание может меняться от −5 % до +0,1 %. Обратите внимание, что в большинстве разновидностей видеопокера при игре пятью монетами за старшую комбинацию (флеш-рояль) выплаты обычно гораздо больше, чем при игре 1-4 монетами. Например, при игре четырьмя монетами выплаты составят 800, а при игре пятью — уже 4000, то есть увеличивая ставку на 25 % мы увеличиваем выплаты в 5 раз! Аналогично в автоматах с джекпотом он выдается только при игре пятью монетами. Таким образом рекомендуется игроку всегда играть пятью монетами, это может увеличить математическое ожидание на 1-2 %.

## Комбинации
Ниже вы видите таблицу выплат для так называемой версии «Валеты и выше» с полной оплатой (Full pay 6/9 Jacks or Better):
| комбинация      | 1 фишка | 2 фишки | 3 фишки | 4 фишки | 5 фишек |
| Royal Flush     | 250     | 500     | 750     | 1000    | 4000    |
| Straight Flush  | 50      | 100     | 150     | 200     | 250     |
| Four of a Kind  | 25      | 50      | 75      | 100     | 125     |
| Full House      | 9       | 18      | 27      | 36      | 45      |
| Flush           | 6       | 12      | 18      | 24      | 30      |
| Straight        | 4       | 8       | 12      | 16      | 20      |
| Three of a Kind | 3       | 6       | 9       | 12      | 15      |
| Two pairs       | 2       | 4       | 6       | 8       | 10      |
| Jacks or Better | 1       | 2       | 3       | 4       | 5       |
| потери          | 1,95%   | 1,95%   | 1,95%   | 1,95%   | 0,46%   |

## Оптимальная стратегия игры
Так как игрок в течение игры может принимать решения, то существует оптимальная стратегия игры. Оптимальная стратегия позволяет игроку достичь максимально возможного математического ожидания результатов игры (но она ни в коем случае не может гарантировать выигрыша игрока). В принципе для каждого названия игры и практически для каждой таблицы выплат оптимальная стратегия должна быть своя. Оптимальные стратегии для самых популярных игр и таблиц выплат можно найти в интернете. Также существуют программные продукты, которые рассчитывают и предоставляют игроку возможность потренироваться в игре по оптимальной стратегии для большинства разновидностей игр.
Стратегия, максимально приближенная к оптимальной, которую можно применять для большинства игр, близких к «Валеты и выше» и которая даст потери лишь порядка 0,1-0,2 % дает следующие рекомендации по удержанию карт (просматривайте список сверху вниз, как только встретится комбинация, которая есть у вас на руках, оставляйте указанные карты):
1. Фул-хаус и лучше
2. 4 карты для роял-флеша
3. Стрит, тройка или флеш
4. 4 карты для стрит-флеша
5. Две пары
6. Старшая пара (валеты и выше)
7. 3 карты для роял-флеша
8. 4 карты для флеша
9. Младшая пара (десятки и младше)
10. 4 карты к внешнему стриту
11. 2 старшие карты одной масти
12. 3 карты для стрит-флеша
13. 2 старшие карты разных мастей (если больше чем 2 старшие карты, то оставить младшие из них)
14. 10/валет, 10/дама, 10/король одной масти
15. Одна старшая карта
16. Сбросить все.

Примечание: старшие карты — от валета до туза; внешний стрит — четыре карты подряд (например, 5,6,7,8,) в отличие от внутреннего стрита, где между четырьмя картами к стриту — дырка (например, 5,6,8,9).